# Phases and Stages
Phases and Stages es el decimoséptimo álbum de estudio del músico estadounidense Willie Nelson publicado por la compañía discográfica Atlantic Records en mayo de 1974. El álbum sucedió al éxito moderado de su primer lanzamiento en Atlantic, Shotgun Willie. Nelson conoció al productor Jerry Wexler en una fiesta en la que Nelson cantó canciones de un álbum inédito que había grabado en 1972. Nelson regrabó el álbum en los Muscle Shoals Sound Studios en dos días bajo la producción de Wexler.
Como álbum conceptual, Phases and Stages narra la historia de un divorcio: la cara A relata la historia desde el punto de vista de la mujer, mientras que la cara B lo hace desde el del hombre. Publicado en marzo de 1974, el álbum alcanzó el puesto 34 en la lista estadounidense de álbumes country, mientras que el sencillo «Bloody Mary Morning» llegó a la posición 17 en la lista de sencillos. A pesar de la posición alcanzada por el álbum, Atlantic Records clausuró su división dedicada al country en septiembre de 1974.

## Lista de canciones
Todas las canciones compuestas por Willie Nelson.
| Cara A |                                                          |          |  |
| N.º    | Título                                                   | Duración |  |
| 1.     | «Phases and Stages (Theme)" / "Washing the Dishes»       | 0:42     |  |
| 2.     | «Phases and Stages (Theme)"/ "Walkin'»                   | 4:06     |  |
| 3.     | «Pretend I Never Happened»                               | 3:00     |  |
| 4.     | «Sister's Coming Home" / "Down at the Corner Beer Joint» | 3:46     |  |
| 5.     | «(How Will I Know) I'm Falling in Love Again»            | 3:27     |  |

| Cara B |                                                                                 |          |  |
| N.º    | Título                                                                          | Duración |  |
| 1.     | «Bloody Mary Morning»                                                           | 2:48     |  |
| 2.     | «Phases and Stages (Theme)" / "No Love Around»                                  | 2:24     |  |
| 3.     | «I Still Can't Believe You're Gone»                                             | 4:15     |  |
| 4.     | «It's Not Supposed to Be That Way»                                              | 3:27     |  |
| 5.     | «Heaven and Hell»                                                               | 1:52     |  |
| 6.     | «Phases and Stages (Theme)" / "Pick Up the Tempo" / "Phases and Stages (Theme)» | 3:26     |  |

## Personal
- Willie Nelson – guitarra acústica, voz
- Fred Carter, Jr. - guitarra de doce cuerdas, guitarra eléctrica, dobro
- Pete Carr – guitarras acústica y elécrtrica, dobro y coros en "Pick Up the Tempo"
- John Hughey – pedal steel guitar
- Johnny Gimble – violín, mandolina
- Barry Beckett – teclados
- David Hood – bajo
- Roger Hawkins – batería
- Eric Weissberg – banjo en "Down at the Corner Beer Joint"
- Al Lester – violín en "Bloody Mary Morning"
- Jeannie Greene – coros en "Pick Up the Tempo"
- George Soulé – coros en "Pick Up the Tempo"
- Mike Lewis – orquestación en "I Still Can't Believe You're Gone" y "It's Not Supposed to Be that Way"

## Posición en listas
| País           | Lista              | Posición |
| -------------- | ------------------ | -------- |
| Estados Unidos | Top Country Albums | 34       |
| Estados Unidos | Billboard 200      | 187      |